# 野島梨恵
野島 梨恵（のじま りえ）は、日本の弁護士。専門は男女問題。

## 来歴
北海道名寄市出身。穎明館高等学校から東京大学文科一類に入学。大学時代は政治学者になることを志していたが、政治学を学ぶ中で自分の力に限界を感じ、そんな時に、何気ない気持ちで受けたのが司法試験だった。所属していたのが法学部だったということもあり、周りにも受験する人が多かった。2004年 東京大学法学部卒業。2005年に弁護士登録（第一東京弁護士会）。長島・大野・常松法律事務所で4年間勤務し、2009年11月に北海道士別市にて法律事務所を開業。2017年6月 東京山王法律事務所。2018年より新都心法律事務所。

## 人物・主張
自分の依頼者の利益を図ることだけではなく、出来る限り、相手方にとってもメリットのある、社会的な妥当性のある結果になるように心がけている。
女性という自分のジェンダーを激しく憎むようになったのは弁護士になってからで、法曹界における圧倒的な男性優位、この社会において女性であるということがここまでハンディなのかと24歳以降に痛感したと述べている。
社内恋愛の禁止はすべきでないが、勘違いセクハラ、なんちゃってセクハラを防ぐためにしかるべき場所で徹底させるべきだとしている。